# لنفوسیت تی کمک‌کننده

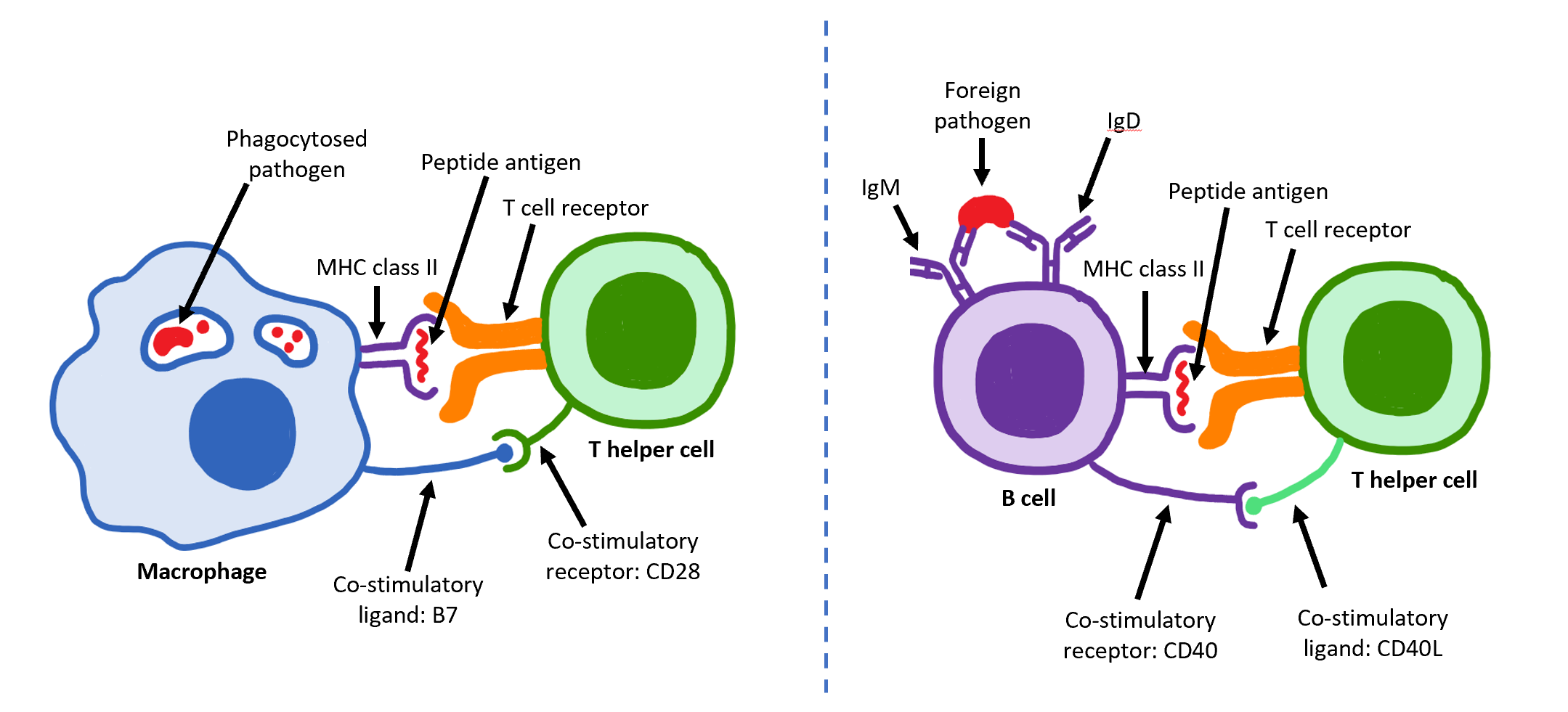
فعال‌سازی سلول B توسط سلول‌های کمک کننده T

سلول‌های T کمک‌کننده یا یاریگر (سلول‌های Th) (به انگلیسی: T helper cell)، که به آن سلول‌های +CD4 هم می‌گویند، انواعی از سلول‌های T (لنفوسیت T) اند که نقش مهمی در دستگاه ایمنی ایفا می‌کنند، به‌خصوص در دستگاه ایمنی تطبیقی. همانگونه که از نامشان بر می‌آید، این سلول‌ها با آزادسازی سیتوکین‌ها، به فعال شدن دیگر سلول‌های ایمنی «کمک» می‌کنند. سیتوکین‌ها، پروتئین‌های کوچکی اند که رفتار سلول‌های هدفی که برای آن سیتوکین‌ها گیرنده دارند، تغییر می‌دهند. این سلول‌ها، کمک به قطبش پاسخ ایمنی به نوع مناسبی می‌کند، که بسته به ماهیت تهدید ایمونولوژی (ویروسی، باکتری خارج سلولی، باکتری درون سلولی، کرم انگلی، قارچ یا آغازیان) دارد. وجود این سلول‌ها را اغلب در تعویض کلاس پادتنی سلول‌های B، شکست مقاومت عرضی در سلول‌های دندریتی، فعال‌سازی و رشد سلول‌های T کشنده، و بیشینه کردن فعالیت باکتری‌کشی بیگانه‌خوارانی چون ماکروفاژها و نوتروفیل‌ها.
سلول‌های Th بالغ، پروتئین سطحی CD4 را بیان کرده که به آن‌ها سلول‌های T‏ +CD4 گویند. اغلب، چنین سلول‌های T‏ +CD4 را دارای نقش از پیش تعریف شده‌ای، به عنوان سلول‌های T کمک کننده در دستگاه ایمنی می‌دانند. به عنوان مثال، زمانی که یک سلول عرضه‌کننده آنتی‌ژن، آنتی‌ژن پپتیدی را روی پروتئین‌های MHC کلاس II، در معرض نمایش قرار دهد، یک سلول +CD4 به آن سلول‌ها، از طریق ترکیبی از برهمکنش‌های سلول-سلولی و سیتوکین‌ها، کمک می‌کند.
CD154، که به آن لیگاند CD40 یا CD40L نیز می‌گویند، یک پروتئین سطحی است که در عملکرد سلول T، به صورت فرایند وابسته به تماس، مداخله کرده، و عضوی از خانواده بزرگ مولکول‌های TNF می‌باشد. این مولکول، روی سلول‌های عرضه‌کننده آنتی‌ژن (APC)، به CD40 متصل شده و بسته به نوع سلول هدف منجر به اثرات متعددی می‌گردد. CD154، به عنوان مولکول هم-تحریک‌کننده عمل کرده، و برای زیرمجموعه‌ای از سلول‌های T به نام سلول‌های کمک کننده فولیکولی T (سلول‌های TFH)، اهمیت ویژه ای دارد. ‏ CD154 روی سلول‌های TFH، از طریق درگیر کردن CD40 روی سطح سلول B موجب بلوغ و عملکرد سلول‌های B شده و لذا ارتباطات سلول-سلولی را تسهیل می‌کند. نقص در این ژن منجر به ناتوانی در تعویض کلاس ایمونوگلوبینی شده و مرتبط با نشانگان هایپر IgM می‌باشد. همچنین عدم حضور CD154، تشکیل مراکز زایا را متوقف کرده و لذا از بلوغ میل پیوندی بازداری می‌کند. بلوغ میل پیوندی، فرآیندی در دستگاه ایمنی تطبیقی است، که امکان تولید پادتن‌هایی با میل پیوندی بالا را جهت در امان ماندن از چالش‌هایی که بیماری‌زاها در آینده ممکن است ایجاد کنند، به‌وجود می‌آورد.

## تمایز تی اچ۱
تمایز سلول‌های TH1عمدتاً توسط سایتوکینهای اینترلوکین ۱۲ و اینترفرون گاما پیش برده می‌شود و در پاسخ به میکروب‌هایی که سلول‌های دندریتیک، ماکروفاژها و سلول‌های NK را فعال می‌نمایند، رخ می‌دهد.
اینترلوکین ۱۲ تولید شده توسط سلول‌های دندریتیک و ماکروفاژها در پاسخ به میکروب‌ها از جمله میکروب‌های داخل سلولی و ایترفرون گاما تولیدشده توسط سلول‌های NK (هر دو جزءی از پاسخ ایمنی ذاتی میکروبها) فاکتورهای نسخه برداری T-bet, STAT1 وSTAT4 را فعال می‌نمایند که تمایز سلول‌های T CD4 بکر به زیر رده اچT 1 این پاسخ را تقویت و تکامل سلول‌های تی اچ ۲ و تی اچ ۱۷ را مهار می‌نماید.

## ارجاعات
1. ↑  Lederman S, Yellin MJ, Krichevsky A, Belko J, Lee JJ, Chess L (April 1992). "Identification of a novel surface protein on activated CD4+ T cells that induces contact-dependent B cell differentiation (help)". The Journal of Experimental Medicine. 175 (4): 1091–101. doi:10.1084/jem.175.4.1091. PMC 2119166. PMID 1348081.
2. ↑  Lederman S, Yellin MJ, Inghirami G, Lee JJ, Knowles DM, Chess L (December 1992). "Molecular interactions mediating T-B lymphocyte collaboration in human lymphoid follicles. Roles of T cell-B-cell-activating molecule (5c8 antigen) and CD40 in contact-dependent help". Journal of Immunology. 149 (12): 3817–26. PMID 1281189.
3. ↑  Lederman S, Yellin MJ, Cleary AM, Pernis A, Inghirami G, Cohn LE, Covey LR, Lee JJ, Rothman P, Chess L (March 1994). "T-BAM/CD40-L on helper T lymphocytes augments lymphokine-induced B cell Ig isotype switch recombination and rescues B cells from programmed cell death". Journal of Immunology. 152 (5): 2163–71. PMID 7907632.
4. ↑  "Entrez Gene: CD40LG CD40 ligand (TNF superfamily, member 5, hyper-IgM syndrome)".
5. ↑  العباس، ابو. یمونولوژی سلولی و مولکولی.
6. ↑  بروستوف، جاناتان؛ رویت، ایوان موریس؛ میل، دیوید؛ روث، دیوید بی. یمونولوژی رویت. ترجمهٔ عبدالحسین کیهانی، علیرضا فتح‌اللهی.

## برای مطالعهٔ بیشتر
- Doitsh G, Greene WC (2016). "Dissecting How CD4 T Cells Are Lost During HIV Infection". Cell Host Microbe. 19 (3): 280–91. doi:10.1016/j.chom.2016.02.012. PMC 4835240. PMID 26962940.
- Kanno Y, Vahedi G, Hirahara K, Singleton K, O'Shea JJ (2012). "Transcriptional and Epigenetic Control of T Helper Cell Specification: Molecular Mechanisms Underlying Commitment and Plasticity". Annual Review of Immunology. 30: 707–731. doi:10.1146/annurev-immunol-020711-075058. PMC 3314163. PMID 22224760.